# Draxing
Draxing ist ein Gemeindeteil von Büchlberg im niederbayerischen Landkreis Passau.

## Lage
Der Weiler auf der Gemarkung Leoprechting liegt knapp einen Kilometer südlich von Büchlberg östlich der Kreisstraße PA 20. Er hat insgesamt 27 Einwohner.